# Fachwerkbauten in der DDR
Fachwerkbauten in der DDR ist der Titel einer Briefmarkenserie, die sich mit Fachwerkhäusern beschäftigt, die in den Jahren 1978 und 1981 von der Deutschen Post der DDR ausgegeben wurde. Der Lipsia-Katalog der DDR bezeichnet diese Serie als Fachwerkbauten in der DDR, der Michel-Katalog nennt die Serie Fachwerkbauten.

## Liste der Ausgaben und Motive
Legende
- Bild: Eine bearbeitete Abbildung der genannten Marke. Das Verhältnis der Größe der Briefmarken zueinander ist in diesem Artikel annähernd maßstabsgerecht dargestellt. Sollten keine Marken abgebildet sein, liegt es daran, dass das Urheberrecht des Künstlers noch nicht erloschen ist.
- Beschreibung: Eine Kurzbeschreibung des Motivs und/oder des Ausgabegrundes. Bei ausgegebenen Serien oder Blocks werden die zusammengehörigen Beschreibungen mit einer Markierung versehen eingerückt.
- Wert: Der Frankaturwert der einzelnen Marke in Pfennig. Ein „+“ bedeutet, dass es sich um eine Zuschlagsmarke handelt (= Frankaturwert + Spende).
- Ausgabedatum: Das Datum des erstmaligen Verkaufs dieser Briefmarke.
- Auflage: Soweit bekannt, wird hier die zum Verkauf angebotene Anzahl dieser Ausgabe angegeben.
- Entwurf: Soweit bekannt, wird hier angegeben, von wem der Entwurf dieser Marke stammt.
- Mi.-Nr.: Diese Briefmarke wird im Michel-Katalog unter der entsprechenden Nummer gelistet.

| Bild | Beschreibung                                                       | Wert | Ausgabe- datum  | Auflage    | Entwurf          | Mi.-Nr. |
|      | Fachwerkbauten (I) - Rathaus Suhl-Heinrichs (Henneberger Fachwerk) | 10   | 24. Januar 1978 | 15.000.000 | Lothar Grünewald | 2294    |
|      | - Bauernhaus Niederoderwitz (Umgebindehaus) (18. Jh.)              | 20   | 24. Januar 1978 | 8.000.000  | Lothar Grünewald | 2295    |
|      | - Bauernhaus, Strassen (Niederdeutsch), (17. Jh.)                  | 25   | 24. Januar 1978 | 5.000.000  | Lothar Grünewald | 2296    |
|      | - Bürgerhaus, Quedlinburg (Klopstockhaus) (17. Jh.)                | 35   | 24. Januar 1978 | 4.500.000  | Lothar Grünewald | 2297    |
|      | - Bürgerhaus, Eisenach (Lutherhaus) (17. Jh.)                      | 40   | 24. Januar 1978 | 2.100.000  | Lothar Grünewald | 2298    |
|      | Fachwerkbauten (II) - Umgebindehaus, Zaulsdorf (nach 1800)         | 10   | 7. Juli 1981    | 16.000.000 | Lothar Grünewald | 2623    |
|      | - Zuckerhut (Pfarrwitwenhaus), Groß Zicker (nach 1700)             | 20   | 7. Juli 1981    | 8.000.000  | Lothar Grünewald | 2624    |
|      | - Wohnstallhaus, Weckersdorf (um 1700)                             | 25   | 7. Juli 1981    | 3.500.000  | Lothar Grünewald | 2625    |
|      | - Löwinghaus, Pillgram (18. Jh.)                                   | 35   | 7. Juli 1981    | 4.000.000  | Lothar Grünewald | 2626    |
|      | - Bauernhaus, Eschenbach (1741)                                    | 50   | 7. Juli 1981    | 3.500.000  | Lothar Grünewald | 2627    |
|      | - Giebellaubenhaus, Lüdersdorf (um 1800)                           | 70   | 7. Juli 1981    | 2.000.000  | Lothar Grünewald | 2628    |